# 坂本一成
坂本 一成（さかもと かずなり、1943年（昭和18年）7月19日 - ）は、日本の建築家。東京工業大学名誉教授。アトリエ・アンド・アイ主宰。日本建築学会賞作品賞、村野藤吾賞など受賞。

## 概要
- 東京工業大学では篠原一男に師事。
- 元プロフェッサーアーキテクト。

## 略歴
東京都生まれ
- 1963年　東京都立立川高等学校卒業。（20歳）
- 1966年　東京工業大学卒業。（23歳）
- 1971年　武蔵野美術大学建築学科専任講師。（28歳）
- 1977年　同大助教授（現准教授）。（34歳）
- 1983年　東京工業大学助教授（現准教授）。（40歳）
- 1991年　同大教授。（48歳）
- 2009年　東京工業大学退官。同大名誉教授。（66歳）
- 2020年　冬夏会会長[1][2]。

## 主な作品
| 竣工年 | 名称                             | 所在地           | 国   | 備考     |
| ------ | -------------------------------- | ---------------- | ---- | -------- |
| 1969年 | 散田の家                         | 東京都八王子市   | 日本 |          |
| 1970年 | 水無瀬の町家                     | 東京都八王子市   | 日本 |          |
| 1971年 | 登戸の家                         | 千葉県千葉市     | 日本 | 現存せず |
| 1973年 | 雲野流山の家                     | 千葉県流山市     | 日本 |          |
| 1976年 | 代田の町家                       | 東京都世田谷区   | 日本 |          |
| 1978年 | 南湖の家                         | 神奈川県茅ケ崎市 | 日本 |          |
| 1978年 | 坂田山附の家                     | 神奈川県大磯町   | 日本 |          |
| 1978年 | 今宿の家                         | 神奈川県横浜市   | 日本 |          |
| 1980年 | 散田の共同住宅                   | 東京都八王子市   | 日本 |          |
| 1981年 | 祖師谷の家                       | 東京都世田谷区   | 日本 |          |
| 1988年 | House F                          | 東京都品川区     | 日本 |          |
| 1992年 | コモンシティ星田                 | 大阪府交野市     | 日本 |          |
| 1994年 | 熊本市営託麻団地                 | 熊本市東区       | 日本 |          |
| 1995年 | 幕張ベイタウン・パティオス四番街 | 千葉市美浜区     | 日本 |          |
| 1999年 | House SA                         | 神奈川県川崎市   | 日本 |          |
| 2001年 | Hut T                            | 山梨県山中湖村   | 日本 |          |
| 2003年 | 南堀江 COCUE                     | 大阪市西区       | 日本 | 現存せず |
| 2004年 | egota house A                    | 東京都中野区     | 日本 |          |
| 2005年 | QUICO 神宮前                     | 東京都渋谷区     | 日本 |          |
| 2008年 | 水無瀬の別棟                     | 東京都八王子市   | 日本 |          |
| 2009年 | 東工大蔵前会館                   | 東京都目黒区     | 日本 |          |
| 2011年 | 宇土市立網津小学校               | 熊本県宇土市     | 日本 |          |
| 2013年 | egota house B                    | 東京都中野区     | 日本 |          |
| 2013年 | 改築 散田の家                    | 東京都八王子市   | 日本 |          |
| 2014年 | 改修 代田の町家                  | 東京都世田谷区   | 日本 |          |
| 2015年 | Hut Ao                           | 神奈川県川崎市   | 日本 |          |
| 2016年 | 広島県立呉南特別支援学校         | 広島県呉市       | 日本 |          |
| 2017年 | 佐賀県歯科医師会館               | 佐賀県佐賀市     | 日本 |          |

## 著書
- 『INAX ALBUM20 構成形式としての建築 コモンシティ星田を巡って』INAX出版、1994年。
- 『住まい学大系74 対話・建築の思考』共著、住まいの図書館出版局、1996年。
- 『坂本一成 住宅ー日常の詩学』TOTO出版、2001年。
- 『建築を思考するディメンション 坂本一成との対話』共著、TOTO出版、2002年。
- 『坂本一成｜住宅』新建築社、2008年。
- 『建築に内在する言葉』TOTO出版、2011年。

## 受賞歴
- 1990年 - 日本建築学会賞作品賞（HOUSE F）（47歳）
- 1992年 - 村野藤吾賞（コモンシティ星田）（49歳）

## その他
- 同じ高校を卒業し、同じ大学の同じ研究室を卒業した者に、東京造形大学元学長、教授の白澤宏規、紀行作家の稲葉なおとがいる。
- 広島8大学卒業設計展など審査員を歴任。

## 坂本研究室出身の建築家
- 奥山信一
- 加茂紀和子
- 曽我部昌史
- 竹内昌義
- 塚本由晴
- 小川次郎
- 西沢大良
- 迫慶一郎